# Outlook.com
Outlook.com là một bộ cơ sở dữ liệu web bao gồm các dịch vụ trang thư điện tử, sổ danh bạ, yêu cầu công việc, và lịch trình của công ty Microsoft. Là một trong những dịch vụ trang thư điện tử đầu tiên trên thế giới, nó được thành lập vào năm 1996 với tên gọi Hotmail (hoặc HoTMaiL) bởi Sabeer Bhatia và Jack Smith ở Mountain View, California,trụ sở đặt tại Sunnyvale. Microsoft đã thu mua lại Hotmail vào năm 1997 với giá trị 400 triệu đô la Mỹ và tái ra mắt với tên gọi MSN Hotmail, sau đó đổi tên thành Windows Live Hotmail như một phần của bộ sản phẩm Windows Live. Microsoft phát hành phiên bản cuối cùng của Hotmail vào tháng 10 2011 và nó đã được thay thế bởi Outlook.com vào năm 2013.

## Lịch sử

### Sự ra mắt của Hotmail
Dịch vụ Hotmail được thành lập bởi Sabeer Bhatia và Jack Smith, là một trong những dịch vụ trang thử điện tử đầu tiên trên Internet cùng với Four11's RocketMail (sau đó đổi tên là Yahoo! Mail). Nó được tung ra một cách thương mại hóa vào ngày 4 tháng 7 năm 1996, tượng trưng cho "sự tự do" từ thư điện tử dựa trên nền tảng ISP và khả năng truy cập hộp thư đến của người dùng từ bất kỳ nơi nào trên thế giới. Cái tên "Hotmail" được chọn trong số nhiều khả năng kết thúc bằng "-mail" vì nó bao gồm các ký tự HTML, ngôn ngữ đánh dấu được sử dụng để tạo các trang web (để nhấn mạnh điều này, kiểu gốc của nó là "HoTMaiL"). Giới hạn dung lượng miễn phí là 2 MB. Hotmail ban đầu được hỗ trợ bởi quỹ đầu tư mạo hiểm Draper Fisher Jurvetson. Đến Tháng Mười Hai năm 1997, nó được báo cáo có hơn 8.5 triệu lượt đăng ký. Hotmail ban đầu chạy dưới Solaris cho dịch vụ thư và Apache trên FreeBSD cho các dịch vụ web, trước khi được chuyển đổi một phần sang các sản phẩm của Microsoft, sử dụng Windows Services for UNIX trong đường dẫn di chuyển.

### MSN Hotmail
Hotmail được bán cho Microsoft vào tháng mười hai năm 1997 với giá trị 400 triệu đô la Mỹ, và nó đã tham gia vào nhóm dịch vụ MSN. Hotmail nhanh chóng trở nên phổ biến vì nó đã được bản địa hóa cho các thị trường khác nhau trên toàn cầu, và đã trở thanh dịch vụ trang thư điện tử lớn nhất thế giới với hơn 30 triệu thành viên hoạt động theo báo cáo đến Tháng Hai năm 1999.
Hotmail ban đầu chạy trên một sự phối hợp của FreeBSD và hệ điều hành Solaris. Một dự án đã được bắt đầu để chuyển Hotmail sang Windows vào năm 2000. Vào tháng 6 năm 2001, Microsoft đã tuyên bố hoàn thành việc chuyển đổi, một vài ngày sau đó, họ rút lại và thừa nhận rằng các chức năng DNS của hệ thống Hotmail vẫn còn phụ thuộc vào FreeBSD. Năm 2002 Hotmail vẫn chạy cơ sở hạ tầng của nó trên các máy chủ UNIX, chỉ với hệ thống giao diện người dùng được chuyển đổi sang Windows 2000.Sự phát triển sau đó cho thấy dịch vụ này gắn với chương trình xác thực web của Microsoft, Microsoft Passport (nay là tài khoản Microsoft), và tích hợp với các chương trình nhắn tin tức thời và mạng xã hội của Microsoft, MSN Messenger và MSN Spaces (tương ứng sau này là Windows Live Messenger và Windows Live Spaces).

#### Vấn đề bảo mật
Vào năm 1999, tin tặc đã tiết lộ một lỗ hổng bảo mật trong Hotmail cho phép bất cứ ai đăng nhập vào bất kỳ tài khoản Hotmail nào bằng cách sử dụng mật khẩu 'eh'. Vào thời điểm đó nó được gọi là "sự cố bảo mật phổ biến nhất trong lịch sử Web". Vào năm 2001, dịch vụ Hotmail đã bị hacker tấn công một lần nữa phát hiện ra rằng bất cứ ai cũng có thể đăng nhập vào tài khoản Hotmail của họ và sau đó kéo thư từ bất kỳ tài khoản Hotmail nào khác bằng cách tạo URL với tên người dùng của tài khoản thứ hai và số thư hợp lệ. Đó là một cuộc tấn công đơn giản đến nỗi khi bản vá được thực hiện, hàng chục tờ báo và hàng trăm trang web đã xuất bản mô tả chính xác cho phép hàng chục nghìn tin tặc chạy tràn lan trên Hotmail. Lỗ hổng có thể khai thác đã phơi bày hàng triệu tài khoản bị giả mạo từ ngày 7 tháng 8 năm 2001 đến ngày 31 tháng 8 năm 2001.

#### Sự cạnh tranh
Năm 2004, Google đã công bố dịch vụ thư của riêng mình, Gmail. Với không gian lưu trữ lớn hơn, tốc độ và giao diện linh hoạt, đối thủ cạnh tranh mới này đã thúc đẩy một làn sóng đổi mới trong webmail. Các đối thủ nặng ký - Hotmail và Yahoo! Mail - cũng giới thiệu các phiên bản nâng cấp của dịch vụ email của họ với tốc độ, bảo mật và các tính năng nâng cao hơn.

### Windows Live Hotmail
Hệ thống email mới của Microsoft đã được công bố vào ngày 1 tháng 11 năm 2005, với tên mã "Kahuna", và một phiên bản beta đã được phát hành cho vài nghìn người thử nghiệm. Những người đam mê webmail khác cũng muốn dùng thử phiên bản beta có thể yêu cầu quyền truy cập cấp lời mời. Dịch vụ mới được xây dựng từ đầu và nhấn mạnh ba khái niệm chính là "nhanh hơn, đơn giản hơn và an toàn hơn". Các phiên bản mới của dịch vụ beta đã được tung ra trong giai đoạn phát triển và đến cuối năm 2006, số lượng người thử nghiệm beta đã lên tới hàng triệu người.
Thương hiệu Hotmail đã được lên kế hoạch bị xóa bỏ khi Microsoft tuyên bố rằng hệ thống email mới sẽ được gọi là Windows Live Mail, nhưng các nhà phát triển đã sớm quay lại sau khi những người thử nghiệm beta bị nhầm lẫn với việc thay đổi tên và ưa thích cái tên Hotmail nổi tiếng, và quyết định tên mới sẽ là Windows Live Hotmail. Sau một thời gian thử nghiệm beta, nó đã được phát hành chính thức cho người dùng mới và người dùng hiện tại ở Hà Lan vào ngày 9 tháng 11 năm 2006, dưới dạng thị trường thử nghiệm. Quá trình phát triển bản beta đã kết thúc vào tháng 4 năm 2007, Windows Live Hotmail đã được phát hành để đăng ký mới vào ngày 7 tháng 5 năm 2007, khi 260 triệu tài khoản MSN Hotmail trên toàn thế giới đã có quyền truy cập vào hệ thống mới. Giao diện MSN Hotmail cũ chỉ có thể truy cập được bởi những người dùng đã đăng ký trước ngày phát hành Windows Live Hotmail và không chọn cập nhật lên dịch vụ mới. Việc triển khai cho tất cả người dùng hiện tại đã được hoàn thành vào tháng 10 năm 2007.
Windows Live Hotmail đã được trao Editor's Choice Award của PC Magazine vào tháng năm 2007, Tháng 3 năm 2007, và tháng hai năm 2011.
Năm 2008, công ty thông báo rằng dịch vụ này sẽ được cập nhật với trọng tâm là cải thiện tốc độ, tăng dung lượng lưu trữ, trải nghiệm người dùng tốt hơn và các tính năng sử dụng, và tốc độ truy cập email và đăng nhập sẽ nhanh hơn tới 70%. Các phiên bản cổ điển và đầy đủ của Windows Live Hotmail đã được kết hợp trong phiên bản mới. Do phản hồi của người dùng, Hotmail đã được cập nhật để cuộn hoạt động cho người dùng đã tắt ngăn đọc. Người ta cũng hy vọng rằng đội Hotmail sẽ chuyển quảng cáo từ đầu trang sang bên, thêm nhiều chủ đề, tăng số lượng tin nhắn trên mỗi trang và thêm khả năng gửi tin nhắn từ hộp thư đến của người dùng trong các bản phát hành trong tương lai.
Hỗ trợ cho Firefox trong Windows Live Hotmail được nâng cấp đã mất vài tháng để hoàn thành. Đến năm 2009, hỗ trợ cho Google Chrome vẫn chưa hoàn tất, khiến các nhà phát triển Chrome tạm thời gửi một trình duyệt sử dụng giả mạo tác nhân người dùng khi thực hiện yêu cầu đến trang web Windows Live.
Là một phần của bản cập nhật, Microsoft cũng đã thêm khả năng tích hợp để nhắn tin tức thời với các liên hệ trên dịch vụ Windows Live Messenger. Tính năng này là hiện thực hóa một dự án bắt đầu là "Windows Live Web Messenger" vào năm 2007, một sự thay thế cho dịch vụ "MSN Web Messenger" đã lỗi thời được giới thiệu lần đầu tiên vào tháng 8 năm 2004. Cần lưu ý rằng "Windows Live Web Messenger" ban đầu có các cuộc hội thoại được gắn thẻ trong "không gian làm việc hội thoại", tuy nhiên do tích hợp với Hotmail, điều này đã bị xóa.
Công cụ tìm kiếm Bing của Microsoft đã được tích hợp vào Hotmail vào năm 2009 thông qua việc giới thiệu tính năng "Thêm nhanh", cho phép người dùng thêm kết quả tìm kiếm từ Bing vào email. Chúng bao gồm hình ảnh, bản đồ và danh sách doanh nghiệp.
Vào ngày 18 tháng 5 năm 2010, Microsoft đã tiết lộ bản cập nhật "Wave 4" của Hotmail, cung cấp các tính năng như bộ lọc 1 lần nhấp, chế độ xem hoạt động, quét hộp thư đến và dung lượng 10 GB cho ảnh, tài liệu Microsoft Office và tệp đính kèm. Nó cũng bao gồm tích hợp với Windows Live SkyDrive và Windows Live Office, phiên bản miễn phí của bộ ứng dụng web Office của Microsoft. Phiên bản mới bắt đầu phát hành dần dần cho tất cả người dùng Hotmail vào ngày 15 tháng 6 năm 2010  và hoàn toàn được tung ra vào ngày 3 tháng 8 năm 2010  Hỗ trợ Exchange ActiveSync đã được bật cho tất cả người dùng Hotmail vào ngày 30 tháng 8 năm 2010, cho phép người dùng đồng bộ hóa thư, danh bạ, lịch và tác vụ của họ với các thiết bị di động hỗ trợ giao thức. Bổ sung SSL toàn phiên làm việc được phát hành vào ngày 9 tháng 11 năm 2010.
Trong suốt năm 2011, Microsoft đã thêm một số tính năng mới vào Hotmail, chẳng hạn như bí danh  và cải thiện tốc độ. Vào tháng 10 năm 2011, Microsoft đã tiết lộ một "Hotmail được phát minh lại" và thêm nhiều tính năng mới như Instant Action, Sweep theo lịch và Danh mục  và bản cập nhật này đã bắt đầu được tung ra vào ngày 9 tháng 11 năm 2011  Bản cập nhật này cũng làm cho SSL được bật theo mặc định trên tất cả các tài khoản.

### Chuyển sang Outlook.com
Outlook.com được giới thiệu lần đầu tiên vào ngày 31 tháng 7 năm 2012, khi phiên bản beta của nó được cung cấp cho công chúng. Khách hàng Hotmail hiện tại có thể tự do nâng cấp lên phiên bản xem trước của Outlook.com và hạ cấp trở lại.
Outlook.com kết thúc giai đoạn preview vào ngày 18 tháng 2 năm 2013. Theo Microsoft, bản nâng cấp đã được triển khai vào ngày 3 tháng 4 năm 2013; người dùng giữ các tài khoản Hotmail hiện có của họ và nhận được tùy chọn có địa chỉ email @ triển vọng. Đến tháng 5 năm 2013, Outlook.com đã có 400 triệu người dùng hoạt động. Đến tháng 5 năm 2014, Outlook.com tiếp tục có 400 triệu người dùng hoạt động.

#### Chuyển sang cơ sở hạ tầng mới
Vào tháng 5 năm 2015, Microsoft tuyên bố sẽ chuyển dịch vụ này sang cơ sở hạ tầng dựa trên Office 365. Điều này đã được tiếp nối vào tháng 6 năm 2015 bằng cách giới thiệu thông qua bản xem trước chọn tham gia các tính năng mới, bao gồm các tùy chọn bố cục lịch mới, dịch vụ lọc có tên "Clutter" và thiết kế chủ đề mới. Microsoft cũng giới thiệu khả năng cho các nhà cung cấp bên thứ ba như PayPal và Evernote bao gồm các bổ trợ vào dịch vụ. Ngoài ra, các đề xuất và cập nhật liên hệ từ các email như đặt chỗ chuyến bay sẽ được giới thiệu cho tài khoản của người đăng ký Office 365 và người dùng Outlook.com từ tháng 1 và tháng 3 năm 2016. Với bản nâng cấp, người dùng không còn có thể sử dụng ứng dụng khách Windows Live Mail 2012 để đồng bộ hóa email, danh bạ và sự kiện lịch của họ bằng cài đặt chính thức; họ được khuyến khích xem Outlook.com thông qua trình duyệt web, thông qua ứng dụng Thư hoặc thông qua ứng dụng khách Microsoft Outlook. Tuy nhiên, Windows Live Mail có thể được cấu hình để sử dụng giao thức IMAP (hoặc POP3 kém hiệu quả hơn) để chỉ tìm nạp thư. Microsoft đã kết thúc giai đoạn xem trước này vào tháng 2 năm 2016, khi nó bắt đầu tung ra phiên bản mới cho tài khoản của người dùng, bắt đầu với Bắc Mỹ.

#### Thiết kế lại năm 2017

Bản thử nghiệm Outlook.com 2017

Vào ngày 8 tháng 8 năm 2017, Microsoft đã ra mắt phiên bản beta chọn tham gia mới cho phép người dùng kiểm tra các thay đổi sắp tới cho Outlook.com Mail, bao gồm hộp thư đến, thiết kế phản hồi và khả năng tìm kiếm biểu tượng cảm xúc chạy nhanh hơn. Ngoài ra còn có phần giới thiệu về Photos Hub, thành phần thứ năm của Outlook.com.
Vào ngày 30 tháng 10 năm 2017, Microsoft đã thông báo rằng công ty sẽ loại bỏ dịch vụ đăng ký "Outlook.com Premium", cung cấp các tính năng như lưu trữ mở rộng và xóa quảng cáo khỏi giao diện người dùng. Những lợi ích này sau đó đã được cung cấp cho những người đăng ký Office 365 và Microsoft sẽ không còn chấp nhận đăng ký mới cho Outlook.com Premium. Các tài khoản Premium hiện tại của Outlook.com có thể tiếp tục gia hạn đăng ký hiện tại của họ.
Giao diện cũ, xuất hiện từ năm 2016, đã bị loại bỏ vào giữa tháng 2 năm 2018.

## Tính năng, đặc điểm

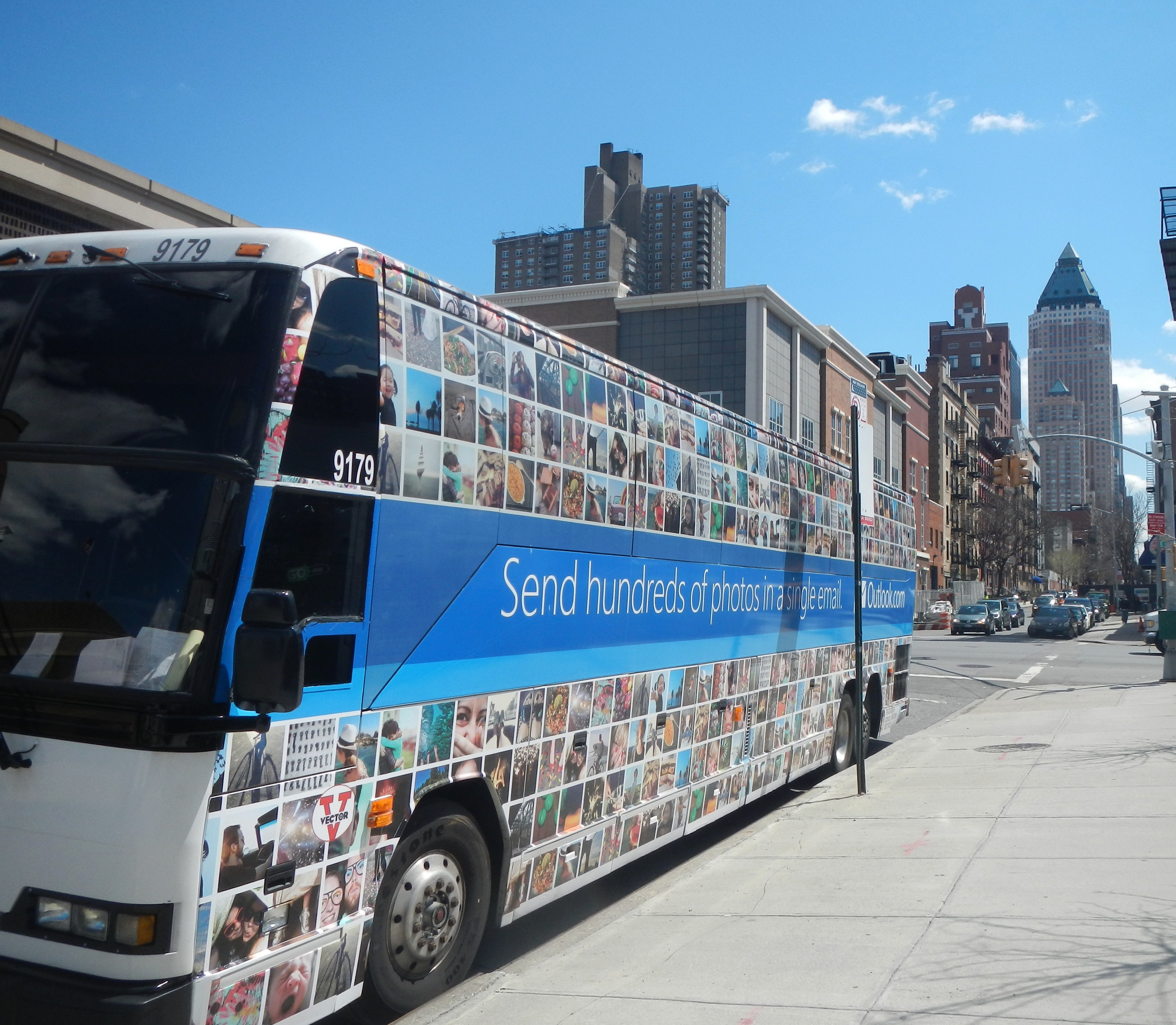
Quảng cáo cho Outlook.com ở bên cạnh xe buýt

Tương tự như các dịch vụ webmail lớn khác, Outlook.com sử dụng các kỹ thuật lập trình Ajax và hỗ trợ các phiên bản sau của Internet Explorer, Firefox, Safari và Google Chrome. Một số tính năng của nó bao gồm các điều khiển bàn phím cho phép điều hướng xung quanh trang mà không cần sử dụng chuột, khả năng tìm kiếm tin nhắn của người dùng bao gồm cú pháp truy vấn có cấu trúc như "từ: ebay ", bộ lọc tin nhắn, tổ chức tin nhắn dựa trên thư mục, tự động - Hoàn thành các địa chỉ liên hệ khi soạn thảo, nhóm liên hệ, nhập và xuất danh bạ dưới dạng tệp CSV, định dạng văn bản phong phú, chữ ký văn bản phong phú, lọc thư rác và quét vi rút, hỗ trợ nhiều địa chỉ và các phiên bản ngôn ngữ khác nhau.